# Уиннингтон, Элайджа
Элайджа Уиннингтон (англ. Elijah Winnington, род. 5 мая 2000, Голд-Кост) — австралийский пловец, призёр летних Олимпийских игр 2020 и 2024 годов, чемпион мира 2022 года, чемпион мира 2024 года на короткой воде, четырёхкратный чемпион Игр Содружества 2018 и 2022 годов.

## Карьера
Выступает за Западный плавательный клуб Сент-Питерс в Брисбене.
В 2018 году на Играх Содружества в Голд-Косте в составе эстафеты 4×200 метров вольным стилем стал чемпионом.
В 2021 году на Олимпийских играх в Токио в составе эстафеты 4×200 метров стал бронзовым призёром. Пловцы эстафеты, участвовавшие только в предварительном заезде, также получили медали.
В мае 2022 года выиграл чемпионат Австралии на 400 и 800 метров вольным стилем. Месяц спустя на чемпионате мира в Будапеште победил на дистанции 400 метров вольным стилем с результатом 3:41,21.
На играх Содружества 2022 завоевал три золотые и одну бронзовую медаль.
В Дохе, на чемпионате мира 2024 года, завоевал серебро на дистанциях 400 и 800 метров вольным стилем.
В первый день плавательной программы летних Олимпийских игр 2024 на дистанции 400 метров вольным стилем завоевал серебряную медаль с результатом 3:42,21.